# Amt Seelow-Land
Das Amt Seelow-Land [ˈzeːloː] ist ein 1992 gebildetes Amt im Landkreis Märkisch-Oderland des Landes Brandenburg, in dem sich zunächst 14 Gemeinden im damaligen Kreis Seelow zu einem Verwaltungsverbund zusammengeschlossen hatten. Amtssitz ist die Stadt Seelow. Durch Gemeindezusammenschlüsse verringerte sich die Zahl der verwalteten Gemeinden auf fünf. Zum 1. Januar 2022 sind zwei Gemeinden hinzugekommen.

## Geographische Lage
Das Amt liegt im Süden des Landkreises Märkisch-Oderland und grenzt im Westen an die Stadt Müncheberg, im Nordwesten an das Amt Märkische Schweiz, im Norden an das Amt Barnim-Oderbruch, Nordosten an die amtsfreie Gemeinde Letschin, im Osten an die amtsfreie Stadt Seelow und das Amt Golzow sowie im Südosten und Süden an das Amt Lebus.

## Gemeinden und Ortsteile
Das Amt hatte laut Hauptsatzung ursprünglich fünf Mitgliedsgemeinden, denen sich zum 1. Januar 2022 zwei weitere Gemeinden anschlossen:
- Falkenhagen (Mark) mit den bewohnten Gemeindeteilen Georgenthal und Regenmantel
- Fichtenhöhe mit den Ortsteilen Alt Mahlisch, Carzig und Niederjesar
- Gusow-Platkow mit den Ortsteilen Gusow und Platkow
- Lietzen mit den bewohnten Gemeindeteilen Lietzen, Nord und Vorwerk
- Lindendorf mit den Ortsteilen Dolgelin, Libbenichen, Neu Mahlisch und Sachsendorf
- Neuhardenberg mit den Ortsteilen Altfriedland, Quappendorf und Wulkow
- Vierlinden mit den Ortsteilen Alt Rosenthal, Diedersdorf, Friedersdorf, Görlsdorf, Marxdorf, Neuentempel und Worin

## Geschichte
Am 1. Juli 1992 erteilte der Minister des Innern des Landes Brandenburg seine Zustimmung zur Bildung des Amtes Seelow-Land. Als Zeitpunkt des Zustandekommens des Amtes wurde der 6. Juli 1992 festgelegt. Das Amt hatte seinen Sitz in der amtsfreien Stadt Seelow und bestand aus 14 Gemeinden des damaligen Kreises Seelow:
1. Alt Mahlisch
2. Carzig
3. Diedersdorf
4. Dolgelin
5. Falkenhagen
6. Friedersdorf
7. Libbenichen
8. Lietzen
9. Marxdorf
10. Neu Mahlisch
11. Niederjesar
12. Sachsendorf
13. Werbig
14. Worin

Am 25. Oktober 2002 genehmigte das Ministerium des Innern des Landes Brandenburg den Zusammenschluss der Gemeinden Alt Mahlisch, Carzig und Niederjesar zur neuen Gemeinde Fichtenhöhe sowie den Zusammenschluss der Gemeinden Dolgelin, Libbenichen, Neu Mahlisch und Sachsendorf zur neuen Gemeinde Lindendorf und den Zusammenschluss der Gemeinden Diedersdorf, Friedersdorf, Marxdorf und Worin zur neuen Gemeinde Vierlinden. Alle drei Zusammenschlüsse wurden zum 26. Oktober 2003 rechtswirksam. Zum 26. Oktober 2003 wurde die Gemeinde Werbig in die Stadt Seelow eingegliedert.
Zum 1. Januar 2022 wurde das Amt Neuhardenberg aufgelöst, die Gemeinden Gusow-Platkow und Neuhardenberg wechselte dabei zum Amt Seelow-Land.

## Bevölkerungsentwicklung
| Jahr | Einwohner |
| ---- | --------- |
| 1992 | 6 623     |
| 1995 | 6 210     |
| 2000 | 6 099     |
| 2005 | 5 346     |
| 2010 | 4 968     |
| 2015 | 4 888     |

| Jahr | Einwohner |
| ---- | --------- |
| 2020 | 4 609     |
| 2021 | 4 681     |
| 2022 | 8 603     |
| 2023 | 8 630     |
| 2024 | 8 421     |

Gebietsstand des jeweiligen Jahres, Einwohnerzahl: Stand 31. Dezember, ab 2011 auf Basis des Zensus 2011, ab 2022 auf Basis des Zensus 2022

## Amtsdirektoren
- 1995–2006: Herbert Blanke
- 2006–2022: Roswitha Thiede[12]
- seit 2022: Steffen Lübbe

Lübbe wurde am 7. Februar 2022 vom Amtsausschuss für acht Jahre zum neuen Amtsdirektor gewählt. Er trat sein Amt am 1. Juni 2022 an.

## Belege
1. ↑  Bevölkerungsstand im Land Brandenburg Dezember 2024 (Fortgeschriebene amtliche Einwohnerzahlen, basierend auf dem Zensus 2022) (Hilfe dazu).
2. ↑  Hauptsatzung des Amtes Seelow-Land vom 3. August 2020 (PDF), abgerufen am 31. Dezember 2021
3. ↑  Seelow-Land | Service Brandenburg. Abgerufen am 3. Mai 2024.
4. ↑  
Bildung des Amtes Seelow-Land. Bekanntmachung des Ministers des Innern vom 30. Juni 1992. Amtsblatt für Brandenburg - Gemeinsames Ministerialblatt für das Land Brandenburg, 3. Jahrgang, Nummer 52, 24. Juli 1992, S. 953.
5. ↑  
Bildung einer neuen Gemeinde Fichtenhöhe Bekanntmachung des Ministeriums des Innern vom 25. Oktober 2002. Amtsblatt für Brandenburg Gemeinsames Ministerialblatt für das Land Brandenburg, 13. Jahrgang, Nummer 50, 4. Dezember 2002, S. 1050 PDF
6. ↑  
Bildung einer neuen Gemeinde Lindendorf Bekanntmachung des Ministeriums des Innern vom 25. Oktober 2002. Amtsblatt für Brandenburg Gemeinsames Ministerialblatt für das Land Brandenburg, 13. Jahrgang, Nummer 50, 4. Dezember 2002, S. 1050 PDF
7. ↑  
Bildung einer neuen Gemeinde Vierlinden Bekanntmachung des Ministeriums des Innern vom 25. Oktober 2002. Amtsblatt für Brandenburg Gemeinsames Ministerialblatt für das Land Brandenburg, 13. Jahrgang, Nummer 50, 4. Dezember 2002, S. 1050 PDF
8. ↑  Fünftes Gesetz zur landesweiten Gemeindegebietsreform betreffend die Landkreise Barnim, Märkisch-Oderland, Oberhavel, Ostprignitz-Ruppin, Prignitz, Uckermark (5.GemGebRefGBbg) vom 24. März 2003 (Gesetz- und Verordnungsblatt für das Land Brandenburg, I (Gesetze), 2003, Nr. 05, S. 82), geändert durch Gesetz vom 1. Juli 2003 (Gesetz- und Verordnungsblatt für das Land Brandenburg, I (Gesetze), 2003, Nr. 10, S. 187)
9. ↑  Historisches Gemeindeverzeichnis des Landes Brandenburg 1875 bis 2005. Landkreis Märkisch-Oderland. S. 16–17
10. ↑  Bevölkerung im Land Brandenburg von 1991 bis 2017 nach Kreisfreien Städten, Landkreisen und Gemeinden, Tabelle 7
11. ↑  Amt für Statistik Berlin-Brandenburg (Hrsg.): Statistischer Bericht A I 7, A II 3, A III 3. Bevölkerungsentwicklung und Bevölkerungsstand im Land Brandenburg (jeweilige Ausgaben des Monats Dezember)
12. ↑  Verzicht auf Neuausschreibung. In: Märkische Oderzeitung. 6. November 2013 (moz.de).
13. ↑  Kommunalverfassung des Landes Brandenburg, § 138. In: bravors.brandenburg.de. Abgerufen am 6. Juli 2022.
14. ↑  Steffen Lübbe zum neuen Amtsdirektor von Seelow-Land gewählt. In: Märkische Oderzeitung. 8. Februar 2022, abgerufen am 6. Juli 2022.